# Deathstroke
Deathstroke, Deathstroke the Terminator, lub po prostu Terminator (jego alter ego – Slade Joseph Wilson) – fikcyjna postać (złoczyńca, bądź antybohater), znana przede wszystkim z komiksów o przygodach Młodych Tytanów, wydawanych przez DC Comics. Został stworzony przez Marva Wolfmana i George'a Péreza, pierwszy raz pojawił się w New Teen Titans vol. 1 #2 (grudzień 1980). Slade Wilson jest fikcyjnym żołnierzem, najemnikiem oraz zamachowcem. Jego genezę można porównać do mrocznego odbicia historii Kapitana Ameryki z Marvel Comics. Zajmuje on czołowe miejsce w gronie antagonistów Młodych Tytanów (młodzieżówki Ligi Sprawiedliwych). Jest również przeciwnikiem samej Ligi, a zwłaszcza Batmana oraz Robina. Termin "terminator" został wykorzystany przez twórców tej postaci na długo przed premierą filmu Terminator (The Terminator), w reżyserii Jamesa Camerona, która miała miejsce w 1984 roku. Postać Deathstroke'a była również inspiracją dla Roba Liefelda do stworzenia popularnej postaci Deadpoola, z serii komiksów wydawanych przez Marvela (m.in. jego alter ego – Wade Wilson, wzorowane było na prawdziwym nazwisku Deathstroke'a – Slade Wilson).
Znany jest również w licznych serialach animowanych, serialach telewizyjnych, filmach animowanych i grach komputerowych osadzonych w uniwersum DC Comics. Pierwszy raz w wersji aktorskiej pojawił się w serialu telewizyjnym Tajemnice Smallville (Smallville), gdzie w postać Slade'a Wilsona gościnnie wcielił się Michael Hogan. W serialu telewizyjnym Arrow w postać Deathstroke'a gościnnie wcielił Manu Bennett. Pojawił się również w serialu animowanym Młodzi Tytani (Teen Titans), jednakże występował tam wyłącznie pod nazwą Slade.
W zestawieniu największych komiksowych złoczyńców serwisu internetowego IGN, Deathstroke zajął 32. miejsce.

## Opis postaci
W komiksie Tales of the Teen Titans vol. 1 #44 (będącego częścią historii New Teen Titans: The Judas Contract, składającej się z numerów Tales of the Teen Titans vol.1 #42-44 i Teen Titans Annual vol. 1 #3) przedstawiono genezę Deathstroke'a. W wieku 16 lat Slade Wilson wstąpił do Armii Stanów Zjednoczonych. W czasie odbywania służby poznał swoją przyszłą żonę Adeline Kane (która urodziła mu później dwójkę synów: Granta i Josepha). Po ukończeniu szkolenia wojskowego i otrzymaniu stopnia podpułkownika, Slade zgłosił się do tajnego programu wojskowego, mającego na celu stworzenie oddziału super-żołnierzy dla armii USA. W wyniku tego eksperymentu jego sprawność fizyczna i mentalna została kilkukrotnie zwiększona, i wkrótce stał się najniebezpieczniejszym zabójcą na zlecenie o pseudonimie Deathstroke the Terminator. Kiedy otrzymał zlecenie zabicia przestępcy zwanego Jackalem, ten ubiegł go porywając jego syna, Josepha, w celu wymuszenia od Slade'a podania nazwiska zleceniodawcy. Slade'owi udało się zabić porywaczy i uratować syna, jednakże w trakcie akcji jeden z bandytów poderżnął chłopcu gardło, przez co malec stracił głos. Wściekła na męża Adeline próbowała go zastrzelić, lecz jedynie trafiła go w jego prawe oko, uszkadzając je. Odtąd Slade zaczął nosić na tym oku opaskę, zaś połowa jego maski po tej stronie pozostała czarna. Jego starszy syn, Grant (działający pod pseudonimem Ravager) stał się z czasem jednym z pierwszych przeciwników Nowych Tytanów. W New Teen Titans vol. 1 #2 (w którym zadebiutował Deathstroke), Grant posiadający te same moce co swój ojciec, wykonuje zlecenie pozbycia się Tytanów dla tajnej organizacji H.I.V.E. i gdy postanawia mimo ostrzeżeń ojca wykorzystać do maksimum swoje nadludzkie zdolności, ginie na jego oczach. Slade obwinia młodych superbohaterów o śmierć swojego syna i postanawia dokończyć zaczętą przez niego misję.
Deathstroke powrócił w sadze New Teen Titans: The Judas Contract, której głównym wątkiem było działanie w szeregach Młodych Tytanów „kreta”, mającego za zadanie pomóc złoczyńcy w rozbiciu i schwytaniu wszystkich członków drużyny. Deathstroke atakuje Dicka Graysona, (pierwszego Robina, który porzucił walkę z przestępczością), jednakże chłopakowi udaje się uciec napastnikowi. W międzyczasie członkowie Młodych Tytanów (Robin, Wonder Girl, Changeling, Starfire, Raven i Cyborg) zostają jeden po drugim uprowadzani. Dick Grayson rozpoczyna śledztwo, w trakcie którego poznaje byłą żonę Slade'a, Adeline, i jej młodszego syna Josepha (o pseudonimie Jericho), który stał się metaczłowiekiem o mocach wpływania na ludzką wolę. Dowiaduje się od nich, że zdrajcą jest inny metaczłowiek – Terra, członkini drużyny o mocach kontroli żywiołu ziemi (Tales of the Teen Titans vol. 1 #43), a także poznaje historię Slade'a (Tales of the Teen Titans vol. 1 #44). Dick przyjmuje nowy pseudonim – Nightwing i wspólnie z Jericho, wyrusza na ratunek porwanym przyjaciołom. Tytanom udaje się pokrzyżować plany organizacji H.I.V.E. i Deathstroke'a, jednak za cenę śmierci ich dawnej przyjaciółki, Terry (Tales of the Teen Titans Annual vol. 1 #3).
Po wydarzeniach z The Judas Contract drogi Deathstroke'a i Teen Titans wielokrotnie się krzyżowały. W późniejszych seriach m.in. pojawiła się jego nieślubna córka Rose Wilson (od Deathstroke the Terminator val 1. #15). Deathstroke był członkiem takich organizacji jak: Checkmate, H.I.V.E., Injustice League, a także Secret Society of Super-Villains. Był również przywódcą drużyny, będącej złowrogim odpowiednikiem Teen Titans – Titans East.

## Moce i zdolności
W wyniku eksperymentu wojskowego Deathstroke zyskał nadludzką siłę i sprawność i wytrzymałość fizyczną, wyostrzyły się również jego zmysły, oraz zyskał zdolność przyspieszającą gojenie się ran. Jest znakomitym akrobatą, ekspertem w walce wręcz, szermierce, jest doskonałym strzelcem. Eksperyment także w ogromnym stopniu zwiększył jego intelekt, odtąd jest w stanie wykorzystać 90% potencjału swojego mózgu. Nosi kolczugę z fikcyjnego, niezwykle wytrzymałego metalu zwanego prometem (nie ma on nic wspólnego z rzeczywistym prometem). Deathstroke posługuje się najrozmaitszymi rodzajami materiałów wybuchowych i broni palnej, mieczem oraz metalowym kijem bojowym, mogącym dodatkowo strzelać wiązką energetyczną z obu jego końców.

## Wersje alternatywne
Deathstroke pojawił się niektórych komiksach z serii Elseworlds, która przedstawiają znanych bohaterów uniwersum DC w zupełnie innych realiach i czasach, m.in.:
- W historii Journey's End (Deathstroke the Terminator Annual vol. 1 #3), osadzonej w post-apokaliptycznym świecie, Slade walczy z mutantami zwanymi Genetix i rozpaczliwie stara się pomóc ludzkości w powstaniu z gruzów zniszczonej cywilizacji.
- W historii komiksowej zatytułowanej Titans Tomorrow (wydanej w magazynie Teen Titans vol. 3 #17-19), która rozgrywa się w alternatywnej przyszłości, Slade był członkiem Titans East, którzy stali w opozycji do złożonej z dorosłych już członków dawnej drużyny Teen Titans, którzy zaczęli wykazywać dyktatorskie zapędy.

## W innych mediach

### Seriale i filmy aktorskie

#### Tajemnice Smallville
W serialu telewizyjnym Tajemnice Smallville (Smallville) emitowanym w latach 2001-2011, w rolę Slade'a wcielił się Michael Hogan. Pojawił się w odcinkach: Patriot i Icarus sezonu dziesiątego serialu. Slade Wilson został tam przedstawiony jako generał Armii Stanów Zjednoczonych, będący pod wpływem mocy Darkseida, w celu przeforsowania ustawy o rejestracji superbohaterów. Slade nakłania Olivera Queena (Justin Hartley) by ten wpisał się do rejestru. Później porywa on Ollie'ego i Aquamana (Alan Ritchson) i poddaje ich torturom. Na pomoc porwanym przyjaciołom przybywa Clark Kent (Tom Welling) i żona Aquamana, Mera (Elena Satine). Slade próbuje uwięzić superbohaterów i zabić ich przez zainicjowanie samozniszczenia bazy, jednak udaje im się uciec, w przekonaniu, że Slade zginął. Później bohaterowie dowiadują się z wiadomości, że jednak wojskowy przeżył wybuch i postanawia podjąć kolejne kroki przeciwko Lidze. Wysyła jednego ze swoich oficerów do Daily Planet, w celu wydobycia od przyjaciół Clarka informacji na temat "Smugi" (czyli Supermana). Po odkryciu planów monitoringu Metropolis i Smallville, mającego pomóc wojsku w pojmaniu członków Ligi i uwolnieniu przetrzymywanych przyjaciół, Clark więzi Slade'a w Strefie Widmo. Generał Zod wypuszcza Slade'a ze Strefy Widma, który później zostaje znaleziony nieprzytomny na rogu ulicy.

#### Arrow
W serialu telewizyjnym Arrow w postać Slade'a Willsona wcielił się Manu Bennett. Początkowo identyfikowany był z postacią graną przez kaskadera Jeffreya C. Robinsona, gdyż w odcinkach w których występował nosił on charakterystyczny strój Deathstroke'a. Jeffrey C. Robinson wcielił się w rolę Billy'ego Wintergreena, bazującą na postaci komiksowej Williama Randolpha Wintergreen. W przeciwieństwie do swojego komiksowego oryginału, serialowy Slade nie jest Amerykaninem, lecz Australijczykiem. Jest doskonale wyszkolonym żołnierzem i agentem służb specjalnych. W walce posługuje się zarówno bronią palną jak i bronią białą. Po podaniu serum o nazwie Mirakuru zyskał nadludzką siłę i czynnik gojący.
Slade pierwszy raz pojawił się w flashbackach Olivera Queena (Stephen Amell), w trakcie jego robinsonady na wyspie Lian Yu. Był agentem Australijskiej Tajnej Służby Wywiadowczej (ASIS), który wraz ze swoim partnerem – Billem "Billy" Wintergreenem, został wysłany z misją uwolnienia przetrzymywanego na pacyficznej wyspie Lian Yu, chińskiego eks-wojskowego – Yao Fei'a (Byron Mann). Obaj agenci nosili żółto-czarne maski. W trakcie misji, Slade został zdradzony przez Billy'ego, gdyż ten przeszedł na stronę Edwarda Fyersa (Sebastian Dunn), człowieka który próbował pochwycić Chińczyka. Odtąd był zmuszony ukrywać się we wraku zestrzelonego samolotu transportowego. W końcu kryjówkę Slade'a odnalazł Oliver, za sprawą mapy, którą podarował mu Yao Fei, przed upozorowaniem śmierci chłopaka. Australijski agent postanowił razem z nim uciec z wyspy. W tym celu rozpoczął szkolenie Olivera, który miał mu pomóc w zajęciu wieży kontrolnej, aby móc skontaktować się z samolotem transportowym. Plan się powiódł, lecz Oliver uparł się, że nie opuści wyspy bez Yao Fei'a i na własną rękę podjął próbę odbicia go. Slade nie skorzystał z okazji na opuszczenie wyspy i zamiast tego wyruszył pomóc Oliverowi, który dał się złapać, a następnie miał zostać stracony przez Wintergreena. W czasie ataku na obóz Fyersa, Slade ocalił chłopaka i zemścił się na swoim byłym partnerze wbijając mu nóż w oko. Razem z uwolnioną córką Yao Fei'a – Shado (Celina Jade), Slade i Oliver postanowili pokrzyżować plan najemników, polegający na destabilizacji chińskiej gospodarki poprzez zestrzelenie pociskami ziemia-powietrze samolotu pasażerskiego i zrzucenie odpowiedzialności za ten akt terroryzmu na Chiny. Bohaterom udaje się tego dokonać, a Fyers ostatecznie zostaje zabity.
Kilka miesięcy później wszyscy troje dalej mieszkają we wraku samolotu. W tym czasie między Oliverem a Shado zrodził się romans, co dostrzegł Slade, który sam darzył dziewczynę uczuciem. Jednakże ich spokój zakłóciła grupa najemników pod przywództwem dr. Antoniego Ivo (Dylan Neal), która przybyła na wyspę w celu odzyskania serum do produkcji super-żołnierzy o nazwie Mikakuru (z japońskiego „cud”), które zostało wynalezione przez armię japońską podczas II wojny światowej. Podczas przeprowadzonego przez statek Ivo („Amazo”) ataku moździerzowego na wrak samolotu, Slade odniósł poważne obrażenia twarzy. Zdając sobie sprawę z krytycznego stanu Slade'a, jego przyjaciele i odbita z rąk Ivo Sara Lance, postanawiają odszukać Mirakuru. Po podaniu mu serum, Slade początkowo wydaje się być martwy, jednak po chwili udaje się mu ocknąć. Mirakuru nie tylko przyspieszyło proces gojenia się jego ran, ale także obdarzyło go nadludzką siłą, kosztem poczytalności. Po odbiciu Olivera i Sary z rąk Ivo i jego ludzi, odkrywa, że Shado została zamordowana. W przypływie gniewu, poprzysiągł zemstę na mordercy swojej ukochanej. Próbował m.in. wysadzić statek Ivo za pomocą rakiet, lecz został powstrzymany przez Olivera.
W czasie rozgrywania się bieżących wydarzeń, wyjaśnione zostało, że Oliver pewny był, iż zabił Slade'a z bliżej nie podanych przyczyn, posyłając mu strzałę w prawy oczodół. Temu jednak udało się przeżyć i przybyć później do Starling City. Ujawniono również, że to on stoi za tajemniczym kultem religijnym o nazwie Blood Cult, którego domniemanym przywódcą jest Sebastian „Brother” Blood (Kevin Alejandro). Slade dostarcza Bloodowi swoją krew do produkcji Mirakuru, które służy do tworzenia równie silnych jak on „wyznawców kultu”, takich jak Cyrus Gold (Graham Shiels). Podjęte przez Slade'a przedsięwzięcia maja jedynie na celu dokonania zemsty na Oliverze i zniszczeniu jego życia.

### Seriale i filmy animowane

#### Teen Titans
- W serialu animowanym Młodzi Tytani (Teen Titans), Deathstroke występuje tylko i wyłącznie pod nazwą Slade i jest głównym antagonistą w dwóch pierwszych sezonach. Nigdy nie zdejmuje maski. W finałowych odcinkach drugiego sezonu Niewyrównane rachunki, cz. 1 i cz. 2 (Aftershock, Part I i Part II) wychodzi na jaw zdrada Terry, która została zmanipulowana przez Slade'a, w celu zniszczenia drużyny Tytanów (drugi sezon bazuje na fabule historii komiksowej The Judas Contract). W drugim odcinku Niewyrównane rachunki Terra zabija Slade'a, wrzucając go do lawy po czym sama ginie. Slade pojawia się w trzecim sezonie w odcinku Nawiedzony (Haunted), jako halucynacje Robina. Zostaje później wskrzeszony przez ojca Raven – Trygona, który obdarzył go zdolnością pirokinezy i innymi mocami. W odcinku Znamię (Birthmark), demon rozkazuje mu objawić swojej córce mroczną wizję przyszłości, w które to ona będzie odpowiedzialna za koniec świata. W trzyodcinkowym finale tego sezonu, pt. Koniec (The End), gdy spełnia się proroctwo, a Trygon zstępuje na Ziemię, Slade dowiaduje się od demonicznego władcy, że został przez niego oszukany i w akcie zemsty pomaga Tytanom zapobiec zbliżającej się zagładzie. W piątym sezonie jest jedynie wspomniany w odcinku Things Change. W oryginalnej wersji językowej głosu Slade'owi użyczył aktor Ron Perlman, natomiast w polskiej wersji językowej aktor Jacek Rozenek.

#### Young Justice
- W drugim sezonie serialu animowanego Liga Młodych (Young Justice), noszącym nazwę Young Justice: Invasion, Deathstroke pojawił się w odcinkach: True Colors, The Fix (gdzie głosu użyczył mu aktor Wentworth Miller) oraz Complications (gdzie głosu użyczył mu aktor Fred Tatasciore). W tej wersji Slade nosi długie włosy spięte w kucyk. W odcinku True Colors został przedstawiony jako ochroniarz Czarnej Manty i nowy zabójca na zlecenie tajnej organizacji złoczyńców, o nazwie „Światło”. Próbował zabić innego najemnika organizacji „Światło” – Sportsmastera, ale temu udało się uciec dzięki pomocy jego córki, Cheshire. W odcinku The Fix, w asyście Artemis (działająca jako podwójny agent pod pseudonimem Tygrysica), bez trudu pokonuje Lagoon Boya i porywa Marsjankę, w celu wyleczenia umysłu Wodnika. W trakcie gdy Marsjanka próbuje naprawić szkody w umyśle Kaldur ’Ahma, Czarna Manta nakazuje Slade'owi zabić ją, gdyby ta usiłowała zrobić „coś nierozsądnego”. Często zdejmuje maskę.

#### DC Universe Animated Original Movies
- W filmie animowanym Liga Sprawiedliwych: Kryzys na dwóch Ziemiach (Justice League: Crisis on Two Earths) z 2010, będącym adaptacją komiksu JLA: Ziemia 2 (JLA: Earth 2) pojawia się alternatywny, bohaterski odpowiednik Deathstroke'a, będący prezydentem Stanów Zjednoczonych. Głosu użyczył mu aktor Bruce Davison.
- W filmie animowanym Justice League: The Flashpoint Paradox z 2013, będącym adaptacją historii Flashpoint, głosu użyczył mu Ron Perlman.
- W filmie animowanym Son of Batman z 2014, będącym adaptacją historii Batman i syn (Batman and Son), głosu użyczył mu Thomas Gibson.

### Gry komputerowe
- W Mortal Kombat vs. DC Universe z 2008 roku na platformy: PlayStation 3 i Xbox 360.
- W DC Universe Online z 2011 roku na platformy: PlayStation 3 i Microsoft Windows.
- W Batman: Arkham City Lockdown z 2012 na platformy: iOS
- W Injustice: Gods Among Us z 2013 roku na platformy: PlayStation 3, Xbox 360 i Wii U
- W Batman: Arkham Origins z 2013 roku na platformy: PlayStation 3, Xbox 360, Wii U i Microsoft Windows.
- W Batman: Arkham Knight z 2015 roku